# Резолюция Совета Безопасности ООН 803
Резолюция Совета Безопасности ООН 803 — резолюция ООН, оказавшая влияние на политическую ситуацию на Ближнем Востоке, была принята 28 января 1993 года, ссылаясь на предыдущие резолюции по этой теме, включая 501 (1982), 508 (1982), 509 (1982) и 520 (1982), после доклада Генерального секретаря Бутроса Бутрос-Гали о Временных силах Организации Объединённых Наций в Ливане (ЮНИФИЛ), утверждённых в резолюции 426 (1978). Совет постановил в очередной раз продлить мандат ЮНИФИЛ ещё на шесть месяцев, до 31 июля 1993 года.
Затем Совет вновь подчеркнул мандат Сил и просил Генерального секретаря доложить о прогрессе, достигнутом в осуществлении резолюций 425 (1978) и 426 (1978).

## Подробности

### Текст резолюции
Совет Безопасности,
Ссылаясь на свои резолюции 425 (1978) и 426 (1978) от 19 марта 1978 года, 501 (1982) от 25 февраля 1982 года, 508 (1982) от 5 июня 1982 года, 509 (1982) от 6 июня 1982 года и 520 (1982) от 17 сентября 1982 года, а также на все свои резолюции о положении в Ливане,
Изучив доклад Генерального секретаря о Временных силах ООН в Ливане от 22 января 1993 года и принимая к сведению выраженные в нём замечания,
1) Постановляет продлить нынешний мандат Временных сил ООН в Ливане на дополнительный период в шесть месяцев.
2) Вновь подтверждает свою решительную поддержку территориальной целостности, суверенитета и независимости Ливана в рамках его международно признанных границ.
3) Вновь подчеркивает полномочия и общие руководящие принципы Сил, как они изложены в докладе Генерального Секретаря от 19 марта 1978 года, утвержденном резолюцией 426 (1978), и призывает все заинтересованные стороны оказывать всяческое содействие Силам в полном осуществлении их мандата.
4) Вновь подтверждает, что Силы должны полностью выполнить свой мандат, определённый в резолюциях 425(1978), 426(1978) и во всех других соответствующих резолюциях.
5) Просит Генерального секретаря продолжать консультации с правительством Ливана и другими сторонами, непосредственно заинтересованными в осуществлении настоящей резолюции, и представить Совету Безопасности доклад по этому вопросу.